# Postillon

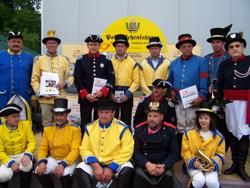
Postillone in Uniformen der mecklenburgischen, preußischen, sächsischen und kaiserlich-deutschen Reichspost beim 5. Postkutschentreffen in Grillenburg 2008

Der Postillon (französisch, im Deutschen auch Postillion) war der Fahrer einer Postkutsche. Als Gespannführer war der Postillon verantwortlich für das Fuhrwerk, das von Pferden gezogen und zur Brief- und Personenbeförderung eingesetzt wurde.

## Name
Bis zum 17. Jahrhundert verwendete man im Deutschen die Ausdrücke „Postknecht“ oder „Postreiter“ für einzeln reitende Personen, die lediglich die Aufgabe der Briefbeförderung hatten. Bereits nach dem Dreißigjährigen Krieg setzte sich für sie die Bezeichnung Postillon durch, wie beispielsweise aus den Trierer Stadtrentmeisterrechnungen hervorgeht. 
Die Bezeichnung Schwager, die aus dem Lied Hoch auf dem gelben Wagen aus der Phrase „… sitz ich beim Schwager vorn“ für einen Postillon bekannt ist, stammt aus der Schweizer Stadt Chur, die früher ein Hauptknotenpunkt der Alpenstraße war. Der italienische Postillon, der auf dem Sattelpferd ritt, wurde chevalier genannt; daraus wurde im Schweizerdeutschen Schewalger und später im Deutschen Schwager.

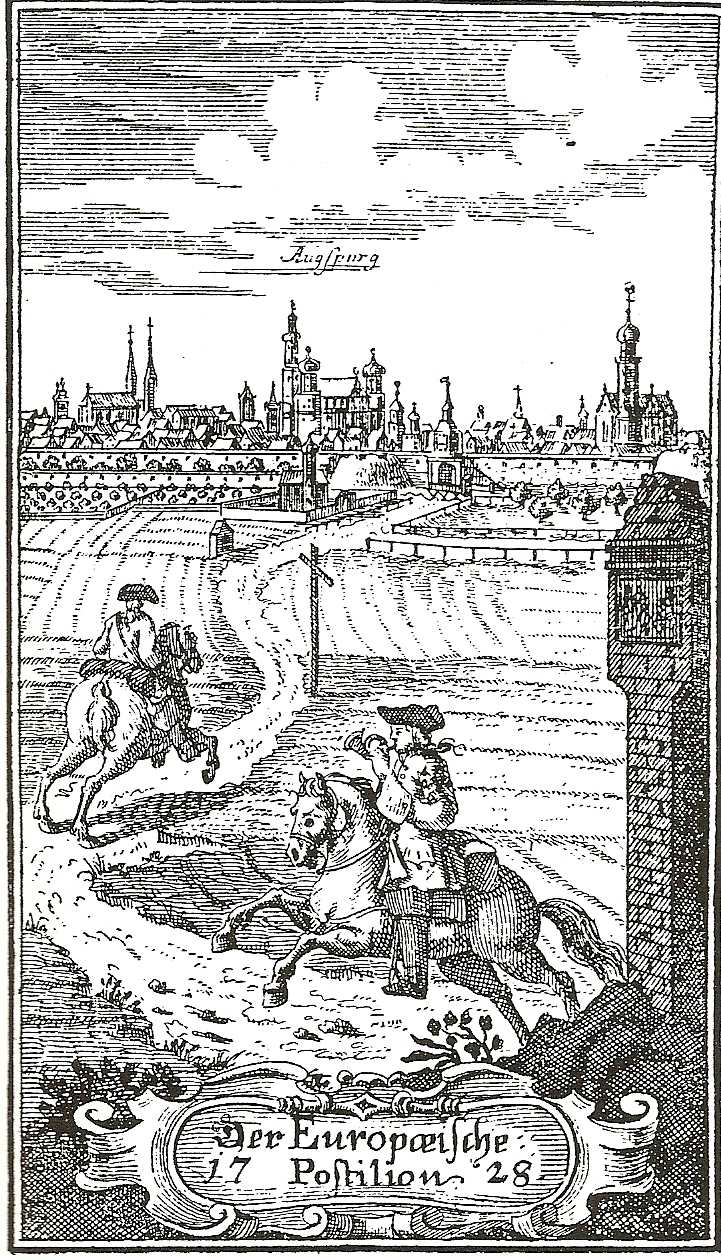
Der Europaeische Postilion, Kupferstich von 1728, Augsburger Postreiter
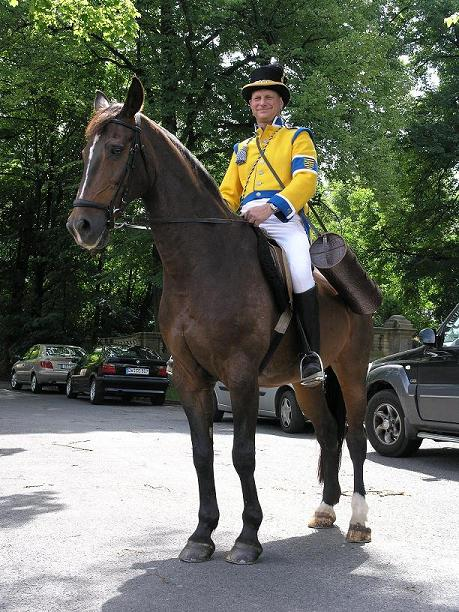
Reiter in der Uniform eines Königlich-sächsischen Postillons mit Felleisen um 1850
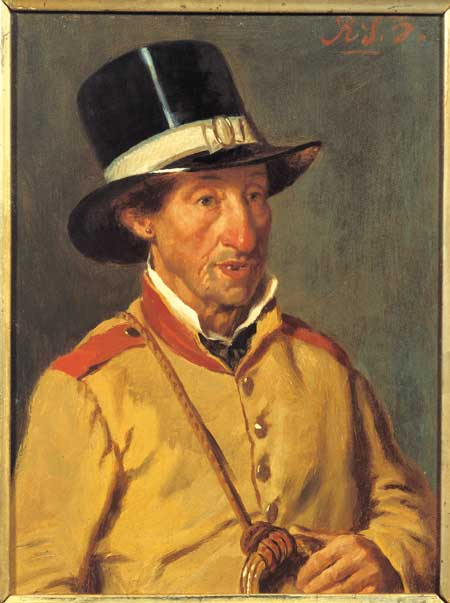
R. S. Zimmermann: Badischer Postillon (1870)
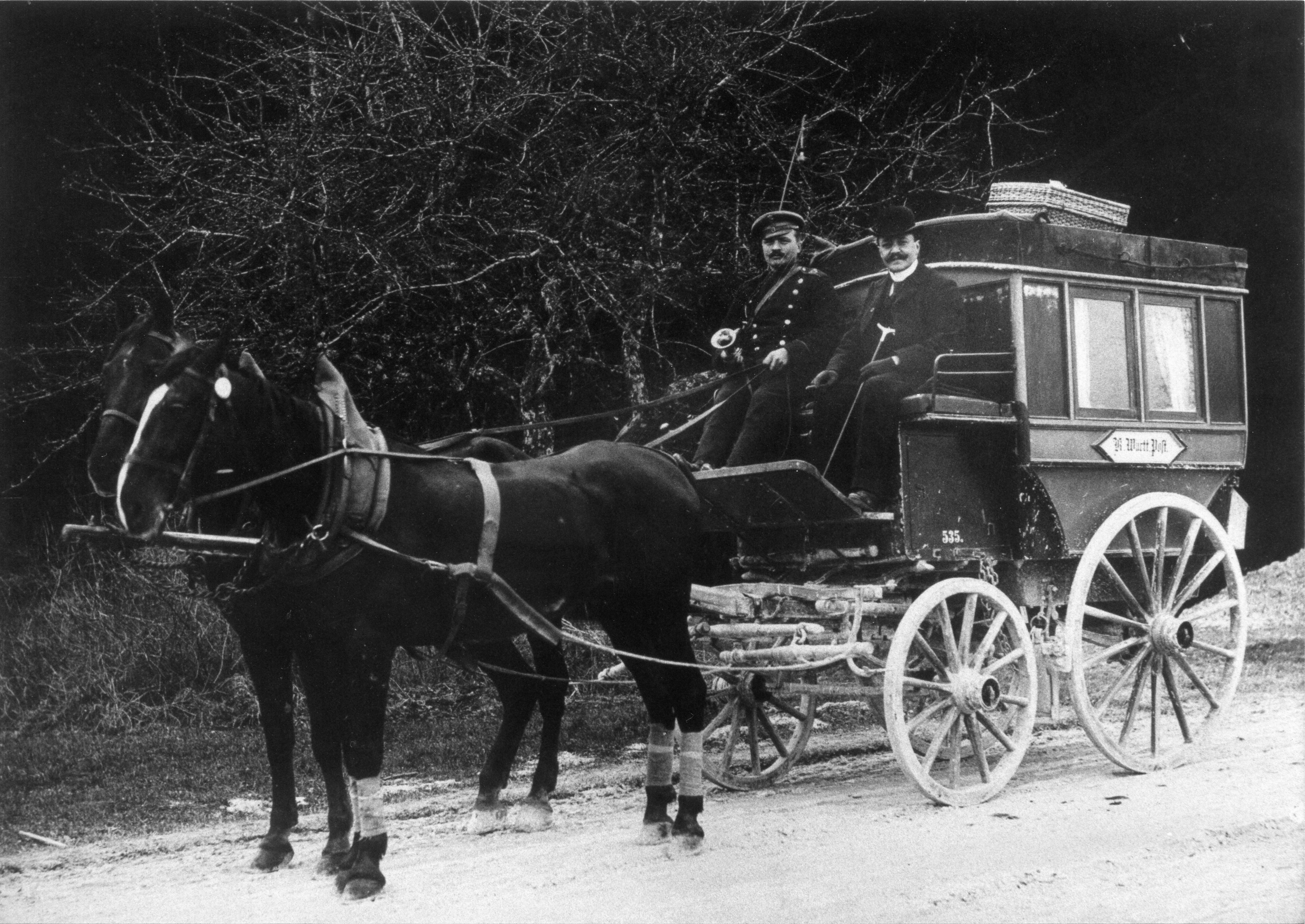
Postkutsche der Königlich Württembergischen Post auf der Strecke zwischen Schömberg und Rottweil, vor 1914

## Kleidung und Ausrüstung
Der Postillon trug uniformierte Kleidung und führte ein Posthorn bzw. zeitweise im 19. Jahrhundert eine Posttrompete mit. Damit war ersichtlich und gegebenenfalls auch hörbar, dass er zur Annahme von Postsendungen berechtigt war und dass ihm Vorrang beim Benutzen der Verkehrswege, Fähren und Brücken zustand. Die Einstellung und Bezahlung der Postillone erfolgte durch die Posthalter; allerdings hatten die Postverwaltungen ein Vetorecht, zumal sie auch die Uniform stellten.

## Rezeption in Literatur und Musik
Von der Eigenschaft des Postillons als Botschaftsüberbringer ist die Bezeichnung postillon d’amour (Liebesbote) abgeleitet; damit wird ein Beförderer von mündlichen oder schriftlichen Nachrichten zwischen Verliebten umschrieben. 
Literarische und musikalische Denkmäler sind beispielsweise Lenaus Gedicht Der Postillon (Lieblich war die Maiennacht) oder Adolphe Adams Oper Der Postillon von Lonjumeau. Insbesondere das Volkslied Hoch auf dem gelben Wagen stellt eine Reise mit der Postkutsche dar.

## Historische Uniformen auf Briefmarken

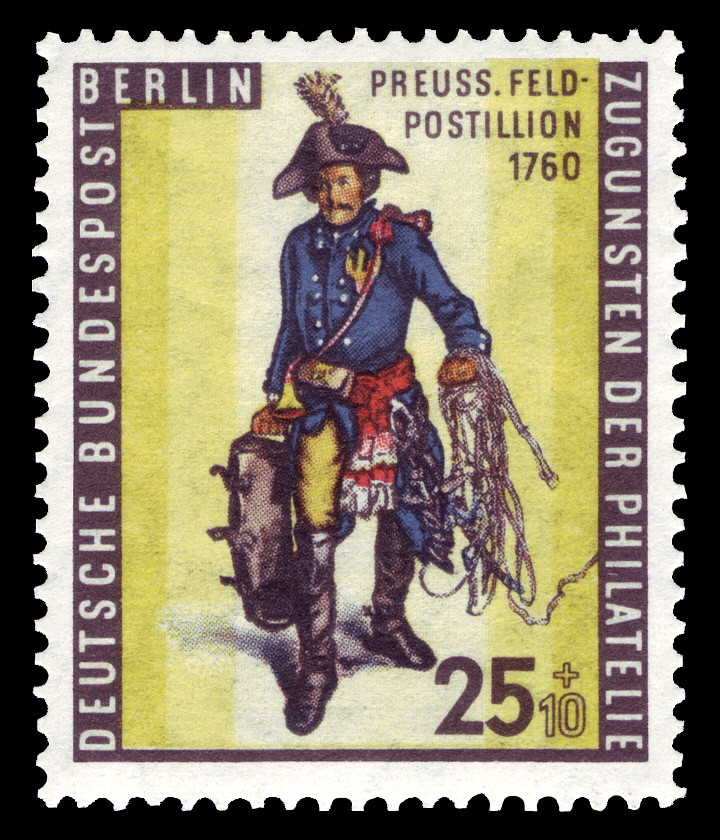
Preußischer Feldpostillon (1760) auf einer 25+10-Pfennig-Sondermarke der Bundespost Berlin (1955)
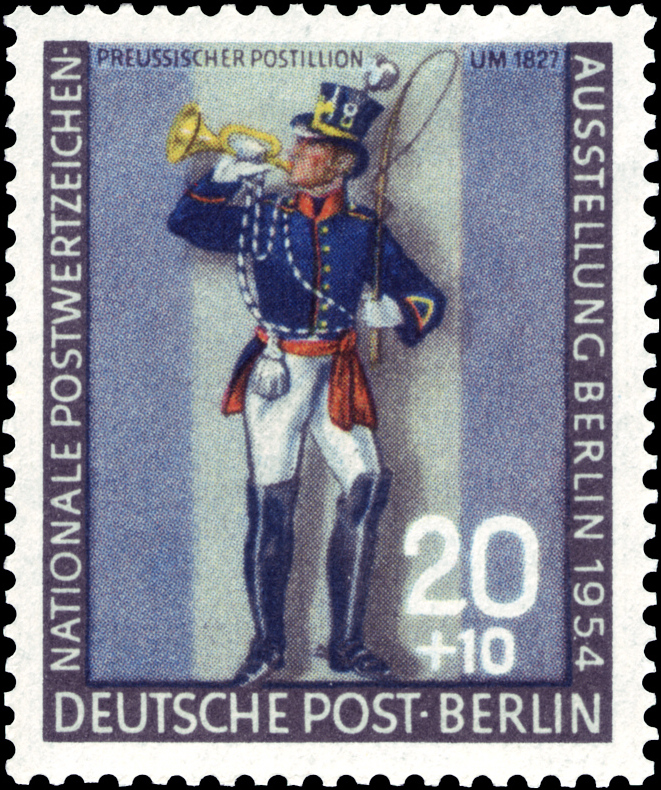
Preußischer Postillon (um 1827), auf einer 20+10-Pf-Sondermarke der Bundespost Berlin (1954)
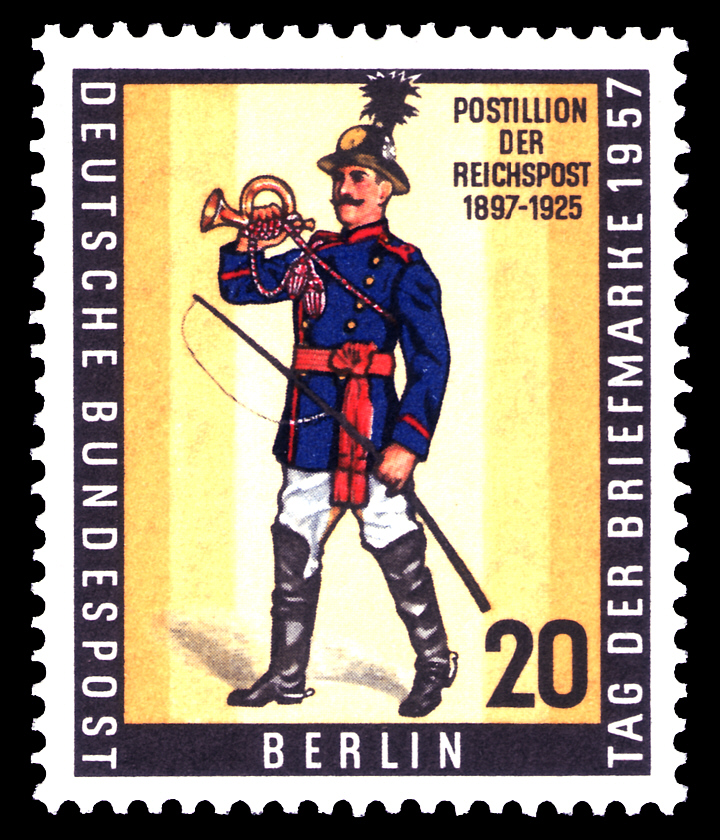
Postillon der Reichspost (1897 bis 1925) auf einer 20-Pf-Sondermarke der Bundespost Berlin (1957)